# Carlos Suárez (Boxer)
Carlos Suárez (* 6. Juni 1993 in Ohio) ist ein Boxer aus den USA. Aufgrund der Abstammung seiner Mutter, besitzt er auch die Staatsbürgerschaft von Trinidad und Tobago. Dieses Land vertrat er im Halbfliegengewicht bei den Olympischen Spielen 2012.

## Boxkarriere
Carlos Suárez boxte anfangs in den USA und gewann unter anderem eine Bronzemedaille bei den National Golden Gloves 2010 in Little Rock. 2012 gewann er die Meisterschaften von Trinidad und Tobago, startete bei der Amerikanischen Olympiaqualifikation in Rio de Janeiro, schlug dort David Jiménez aus Costa Rica und Enoc Hualinga aus Peru, ehe er im Halbfinale gegen Jantony Ortiz aus Puerto Rico auf dem dritten Platz ausschied.
Er wurde somit zum erst vierten Boxer aus Trinidad, der an Olympischen Spielen teilnehmen durfte, verlor jedoch bei den Spielen in London noch im ersten Kampf gegen Ferhat Pehlivan aus der Türkei (6:16).
2013 startete er seine Profikarriere, seine Bilanz beträgt sieben Siege, drei Niederlagen und ein Remis. (Stand: September 2018)